# Stefano Farina
Stefano Farina (Ovada, 19 de setembre de 1962 - Gènova, 23 de maig de 2017) fou un àrbitre de futbol italià.
Durant la seva carrera com a àrbitre, de 27 anys de durada, va arbitrar molts partits d'alt nivell a la Serie A i la Lliga de Campions de la UEFA, inclosa la 2006 Supercopa d'Europa de futbol 2006 a Mònaco. Durant aquest temps, també va fer una aparició a la pel·lícula Goal 2 com a àrbitre de la final fictícia de la Champions League entre el Reial Madrid i l'Arsenal FC.
Farina va arbitrar a les fases de classificació per l'Eurocopa de futbol de 2004 i 2008 així com en partits preliminars de la zona UEFA de classificació per la Copa del Món de Futbol de 2002 i 2006 Va ser àrbitre internacional de la FIFA en el període entre 2001 i 2007.
Es va retirar internacionalment el 2007 després d'haver arribat a l'edat de retirada obligatòria, 45 anys.